# Eduard Höllrigl

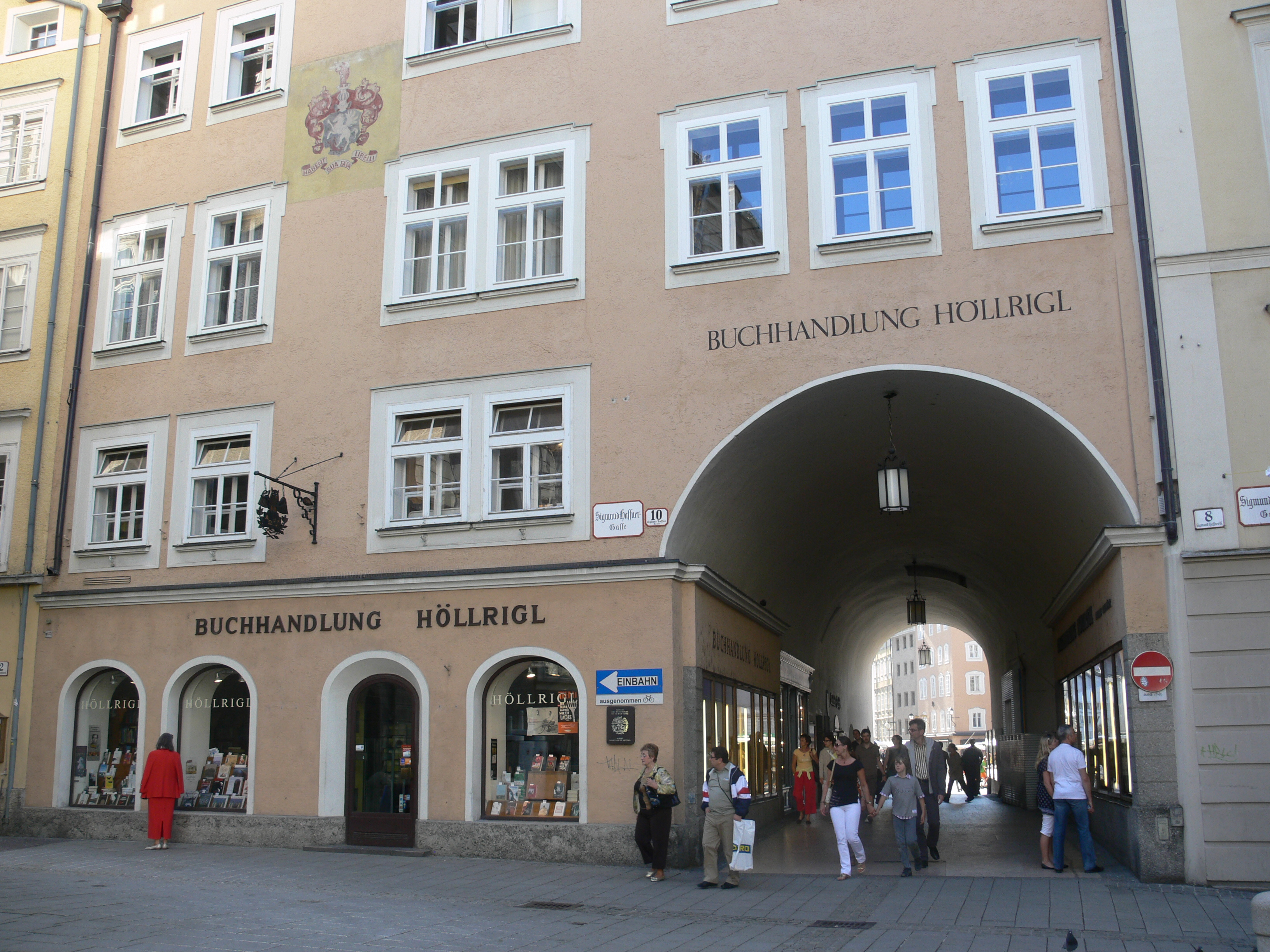
Die Buchhandlung Höllrigl in Salzburg

Eduard Höllrigl, vorm. Herm. Kerber, ist die älteste heute noch bestehende Buchhandlung Österreichs und vermutlich drittälteste im süddeutsch-österreichischen Raum. Die Buchhandlung befindet sich in dem historischen Ritzerhaus in der Sigmund-Haffner-Gasse 10 in Salzburg. 

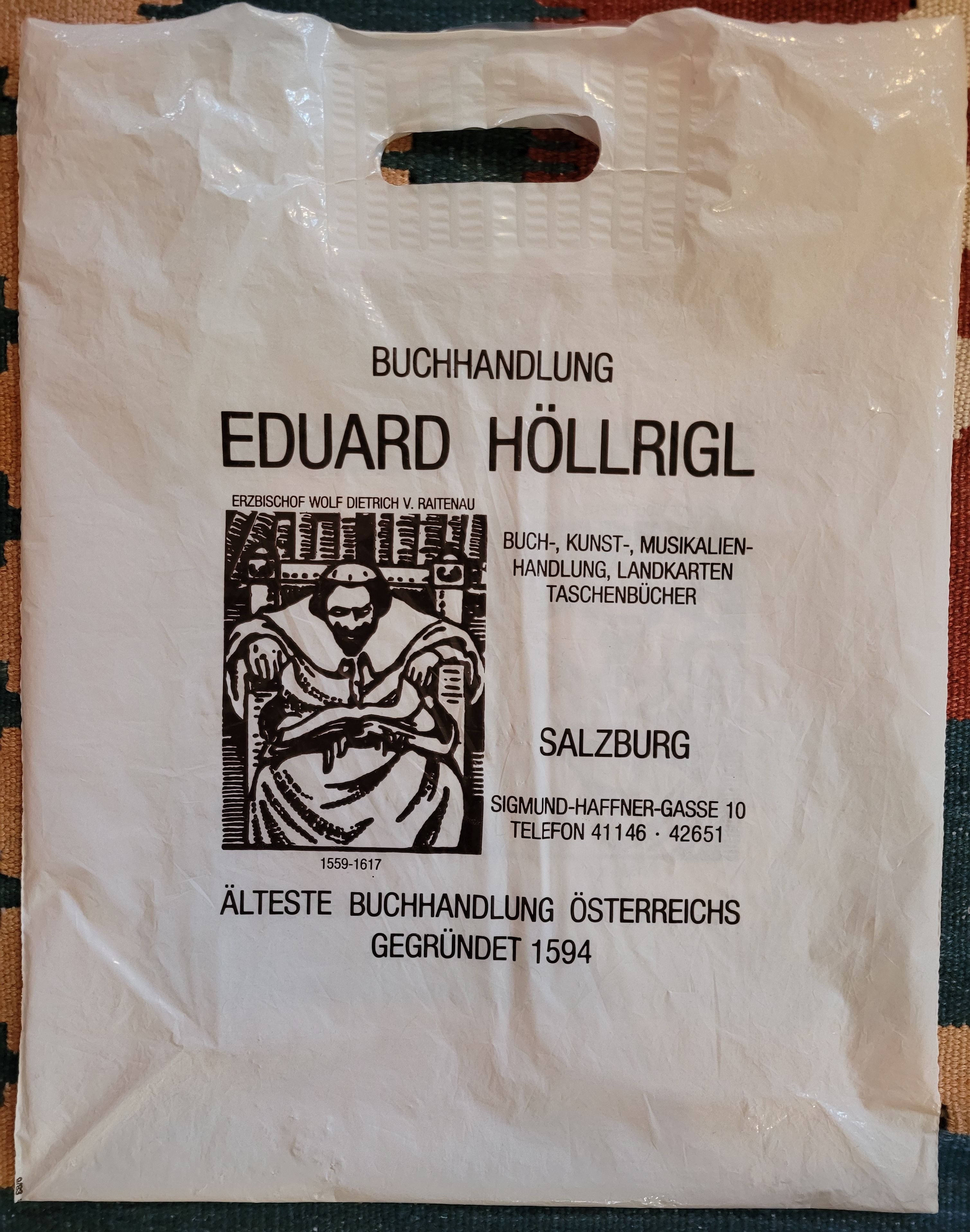
Einkaufstasche aus den 70er Jahren

## Geschichte
1598 gründete Konrad Kürner die Buchhandlung Höllrigl als Kürners Hof-Buchdrucker. Sein erstes großes Druckwerk war das Proprium Sanctorum Ecclesiae Salisburgensis cum Approbatione Sedis Apostolicæ.
Sein Sohn Gregor Kürner folgte im 1620 und druckte 1630 ein Geistliches Vergißmein nit, verließ Salzburg dann aber wieder, Christoph Katzenberger wurde sein Nachfolger. Die Buchhandlung nannte sich nun Kürners Hof- und akademische Buchhandlung.
Nach dem Tod von Katzenberger im Jahr 1653 folgte ihm Johann Baptist Mayr von Mayregg (1633–1708), der den Salzburger Buchdruck zu neuen Erfolgen verhalf. Hergestellt wurden die neuen Druckwerke in einer Presse, die dem Drucker von Fürsterzbischof Guidobald Graf Thun geschenkt worden war. Hier entstanden nun auch die Missalen und Choralbücher für den Salzburger Dom. Sein Sohn Johann Joseph Mayr von Mayregg (1689–1724) übernahm nach dem Tod des Vaters die Druckerei. Dessen Witwe führte danach die Firma unter dem Namen Johann Joseph Mayrs seel. Erben weiter, bis diese 1775 als Strafe für ein Zensurvergehen zwangsweise verkauft werden musste, und zwar an das städtische Waisenhaus.
Die Waisenhauspresse veröffentlichte 1784 das bekannte Werk Kleinmayers Juvavia. 1784 kaufte Franz Xaver Duyle (1743–1804), der seit 1781 Geschäftsführer der Weisenhauspresse gewesen war, Druckerei und Buchhandlung, und nannte sie Duyle'sche Buchhandlung. Nach seinem Tode folgte dessen Sohn Franz Xaver Duyle jun., der seinerseits die Buchhandlung im Jahr 1843 an Christoph Gottfried Lindig abtrat, die Druckpresse aber behielt.
Nach Linding folgte Max Glonner (1852–1879) und 1879–1881 die Brüder Franz und Matthäus Krakowitzer, der Name Duyle'sche Buchhandlung blieb dabei bestehen. 1881 ging die Buchhandlung an Hermann Kerber und verblieb in dessen Eigentum bis Ende 1900. Seit 1897 führte die Buchhandlung Hermann Kerber den Titel eines K.u.k. Hofbuchhändlers.
Im Jahre 1900 verkaufte Kerber seine Buchhandlung an Eduard Höllrigl (1861–1901). Nach dessen unerwarteten Tod kauften Anfang 1903 Adolf Stierle und Otto Spinnhirn die Buchhandlung. Sie hieß nun Eduard Höllrigl, vorm. Herm. Kerber und blieb bis 1980 im Besitz der Familien Stierle und Spinnhirn. Nach dem Verkauf an die Wilhelm Frick Buchhandlungskette blieb Heinz Stierle von 1980 bis 1988 Geschäftsführer.  Danach war Wilhelm Sotsas als Inhaber der Buchhandlungen Wilhelm Frick auch geschäftsführender Gesellschafter und Eigentümer.
Die Buchhandlung wurde zum 1. Jänner 2024 von Morawa übernommen.